# Truro (Royaume-Uni)
Pour les articles homonymes, voir Truro.
 (mai 2018).
Si vous disposez d'ouvrages ou d'articles de référence ou si vous connaissez des sites web de qualité traitant du thème abordé ici, merci de compléter l'article en donnant les références utiles à sa vérifiabilité et en les liant à la section « Notes et références ».
Truro (en cornique : Truru) est une ville d'Angleterre, au Royaume-Uni qui possède le statut de cité depuis 1877. Elle est la capitale ainsi que la quatrième plus grande ville de Cornouailles.
Truro s'est progressivement développée comme un important lieu de commerce grâce à son port puis comme un centre minier. La ville était considérée aux XVIIIe et XIXe siècles comme la « métropole » du comté, en raison de son théâtre et de ses salles de réception, de sa bibliothèque. Elle est connue pour sa cathédrale, achevée en 1910, ses rues pavées ainsi que pour son architecture georgienne.
Les origines du nom de « Truro » sont débattues. Certains disent qu'il est dérivé du cornique tri-veru signifiant « trois rivières ». Toutefois, cette théorie est rejetée par des ouvrages reconnus tel le Oxford Dictionary of English Place Names.
En 2001, elle comptait 20 920 habitants.

## Toponymie
L'origine du nom de Truro fait débat. On dit qu'il dérive du cornique tri-veru qui signifie "trois rivières", mais des autorités telles que l'Oxford Dictionary of English Place Names ont des doutes sur la partie "tru" qui signifie "trois". Un expert des noms de lieux de Cornouailles, Oliver Padel, dans A Popular Dictionary of Cornish Place-names, a dit que les "trois rivières" signifiaient "possible". Ou bien le nom peut dériver de tre-uro ou d'un nom similaire, c'est-à-dire le village sur la rivière Uro.

## Histoire
Les recherches archéologiques datent les premières implantations permanentes dans la région de Truro du temps des Normands. Un château fut construit au XIIe siècle par Richard de Luci (désormais disparu).
À partir du début du XIVe siècle, Truro est un port important, grâce à son industrie de pêche et surtout à sa position à l'intérieur des terres, à l'abri des envahisseurs. Cependant, avec l'arrivée de la peste noire et la récession du commerce que l'épidémie entraîna, la ville connaît un exode massif de sa population.
Avec l'aide du gouvernement, le commerce reprend son essor et Truro connaît une période de prospérité pendant l'ère Tudor. L'autonomie de la ville est acquise en 1589, par une nouvelle charte accordée par Élisabeth Ire. Cela permet alors à Truro d'avoir un maire élu ainsi que de contrôler le port de Falmouth.
Pendant la Première Révolution anglaise, au XVIIe siècle, la ville lève des forces pour se battre aux côtés du roi.
Plus tard dans le siècle, Falmouth se voit accorder sa propre charte lui donnant ses propres droits. Il commence alors une longue rivalité entre les deux villes, finalement réglée en 1709 avec la division du contrôle de la rivière Fal entre ces deux dernières.
La ville prospère pendant les XVIIIe et XIXe siècles. L'industrie est florissante grâce à l'amélioration des techniques minières et la hausse du prix de l'étain. Truro devient le centre de la haute société du comté : on la mentionne comme la « Londres de Cornouailles ».
La Great Western Railway arrive à Truro dans les années 1860, avec une ligne directe depuis la gare de Paddington, à Londres.
Le début du XXe siècle voit le déclin de l'industrie minière. Cependant, la ville reste prospère en devenant le centre administratif et commercial de Cornouailles.

## Personnalités liées à Truro
- George Brown (1914-1985), homme politique britannique travailliste, y est mort ;
- Giles Farnaby (1560-1640), compositeur anglais, y est né ;
- Helen Glover (1986-), rameuse britannique, y est née ;
- Richard Lemon Lander (1804-1834), explorateur en Afrique Occidentale au XIXe siècle, né à Truro ;
- Jo McGilchrist (1983-), joueuse anglaise de rugby à XV, y est née ;
- Yvonne de Pfeffel (1883-1958), joueuse de tennis française, y est morte ;
- Richard Spurr (1800-1855), prêcheur laïque chartiste, né à Truro ;
- Roger Taylor (1949-), batteur du groupe Queen, y vécut son enfance ;
- Humphrey Tonkin (1939-), espérantiste américo-britannique, y est né ;
- Helen Varcoe (1907-1995), nageuse britannique, y est née ;
- Michael Adams (1971-),  grand maître britannique du jeu d'échecs, y est né ;
- Annabel Vernon (1982-), rameuse britannique, y est née ;
- Barbara West (1911-2007), l'avant-dernière survivante du Titanic, y est née ;
- Edward Woodward (1930-2009), acteur et chanteur britannique, principalement connu pour son rôle principal dans le film culte britannique The Wicker Man et dans la série télévisée américaine Equalizer, y est mort ;
- John le Carré (1931-2020), célèbre auteur de romans d'espionnage de renommée internationale, y est mort.

## Film
Le film Secrets de Famille (2005) a été tourné au village de St Michael Penkevil, près de Truro.
Séries :
- Poldark (2015)

## Jumelages
- Morlaix (France)
- Boppard (Allemagne)